# مقاطعة إيكا
مقاطعة إيكا (بالإنجليزية: Ica Province)‏ هي مقاطعة في بيرو، تتبع إقليم إيكا، عاصمتها إيكا، تبلغ مساحتها 7894.25 كيلومتر مربع.